# Enrique Isabal Pallarés
Enrique Isabal Pallarés (nacido en 1883 en Zaragoza) fue un abogado y político español.

## Reseña biográfica
Abogado y asesor.
Concejal y Teniente de Alcalde del Ayuntamiento de Zaragoza.
Gobernador civil de Murcia.
Fue diputado provincial de Zaragoza en representación del distrito Tarazona-Borja.
Políticamente fue liberal.
Falleció el 18 de octubre de 1958.
Del 06 de mayo de 1915 al 01 de mayo de 1917 fue Presidente de la Diputación Provincial de Zaragoza.
| Predecesor: Emerenciano García Sánchez | Presidente de la Diputación Provincial de Zaragoza 06 de mayo de 1915 - 01 de mayo de 1917 | Sucesor: Javier Ramírez Orue |